# Trogony właściwe
Trogony właściwe (Trogoninae) – podrodzina ptaków z rodziny trogonów (Trogonidae).

## Zasięg występowania
Podrodzina obejmuje gatunki występujące w Azji i Ameryce.

## Podział systematyczny
Do podrodziny należą następujące plemiona:
- Harpactini S.F. Baird, 1851
- Trogonini Billberg, 1828